# Vicky Rueda
Victoria Eugenia Rueda Alvarez (Palmira, 6 de mayo de 1979) más conocida como Vicky Rueda, es una actriz colombiana  reconocida por su papel en la película Paraíso Travel.

## Filmografía

### Televisión
- Barriga e' Trapo (2025) — Doctora
- Retrato de una mujer (2013) — Rita
- La traicionera (2011-2012) — Noelia Alvarado
- Infiltrados (2011)
- Regreso a la guaca (2008) — Yorley
- Nuevo Rico, Nuevo Pobre (2007) — Diana Inés Martínez
- Los Reyes (2005-2006) — Adriana
- Historias de hombres sólo para mujeres (2002)
- Juan Joyita (2001) — Kika Hanaberg
- Se armó la gorda (2000) - Ana Snatos
- Perro amor (1998) — Daniela
- El siguiente programa (1997)
- Mi única verdad (1993) — Sara Morales

### Cine
- Paraíso Travel (2008) — La Caleña
- Soñar no cuesta nada (2006) — Prostituta en wiskería (USA)
- Bolívar soy yo (2002-2003) — Kelly

### Reality show
- La isla de los famosos 2: Una aventura pirata (2005) — Participante

### Presentación
- También caerás (1999-2002) — Presentadora

## Premios y nominaciones

### Premios India Catalina
| Año  | Categoría               | Telenovela o serie               | Resultado |
| ---- | ----------------------- | -------------------------------- | --------- |
| 2002 | Mejor actriz de reparto | Juan Joyita quiere ser caballero | Nominada  |